# Makana
Makana (officieel Makana Local Municipality) is een gemeente in het Zuid-Afrikaanse district Sarah Baartman.
Makana ligt in de provincie Oost-Kaap en telt 80.390 inwoners.

## Hoofdplaatsen
Het nationaal instituut voor de statistiek, Stats SA, deelt sinds de census 2011 deze gemeente in in 7 zogenaamde hoofdplaatsen (main place):
Alicedale • Grahamstad • KwaNonzwakazi • Makana NU • Rhini • Riebeek-Oos • Sidbury.